# Delicious (pomme)
Pour les articles homonymes, voir Delicious (homonymie).
Delicious est le nom d'un cultivar de pommier domestique.

## Pollinisation
Diploïde.

Groupe de floraison : C.

## Susceptibilité aux maladies
- Tavelure : faible[1]
- Mildiou : faible
- Rouille : faible
- Feu bactérien : faible